# Schijnegelantier
De schijnegelantier (Rosa henkeri-schulzei, synoniemen: Rosa columnifera, Rosa gremlii, Rosa rubiginosa subsp. columnifera) is een struik die behoort tot de rozenfamilie (Rosaceae). De soort lijkt veel op de egelantier en komt van nature voor in Europa en West-Azië. In Nederland is de schijnegelantier vooral te vinden in de kustduinen, de Waddeneilanden en Zuid-Limburg. De schijnegelantier staat op de Nederlandse Rode lijst van planten als zeldzaam en stabiel of toegenomen. Het aantal chromosomen is 2n = 35.
De schijnegelantier onderscheidt zich van de egelantier doordat de stijlen van de schijnegelantier licht en die van de egelantier meer behaard zijn. De egelantier heeft alleen haakvormig omgebogen stekels aan de stengels, terwijl de schijnegelantier ook nog priemvormige stekels heeft. 
De struik wordt 60-200 cm hoog. Op de takken zitten stevige, gebogen en rechte priemvormige stekels. De brede, sterk beklierde bladeren zijn vijf- tot zevendelig geveerd met  dubbelgezaagde deelblaadjes. Bij kneuzing van het blad komt een kenmerkende appelgeur vrij uit de klieren aan de achterkant van het blad. 
De schijnegelantier bloeit van juni tot in augustus met roze-witte bloemen met sterk beklierde bloemstelen. De stijlen van de schijnegelantier zijn licht behaard.
De scharlakenrode rozenbottel is een bloembodem met daarin de nootjesachtige vruchten. De stijlopening op de vrucht is ongeveer 1 mm groot. Bovenop de rozenbottel zit een afstaande kelk.
De schijnegelantier komt voor op droge, kalkhoudende grond in zeeduinen, struwelen en bosranden.